# Noord-Macedonië op de Middellandse Zeespelen
Noord-Macedonië is een van de landen die deelnemen aan de Middellandse Zeespelen.

## Overzicht
Noord-Macedonië (tot 2019 simpelweg Macedonië) debuteerde op de zeventiende editie van de Middellandse Zeespelen, in 2013 in het Turkse Mersin, ondanks het feit dat het land geen kustlijn aan de Middellandse Zee heeft. Desalniettemin hebben de Noord-Macedoniërs een verleden op de Middellandse Zeespelen. Als onderdeel van Joegoslavië nam Macedonië immers decennialang deel aan dit sportevenement. Na het uiteenvallen van Joegoslavië zou het echter nog meer dan twintig jaar duren eer er weer Macedoniërs te zien waren op de Middellandse Zeespelen.
Het debuut van het Macedonische team leverde meteen vijf medailles op; één zilveren en vier bronzen. In 2018 waren de Macedoniërs wederom present, en werden er voor het eerst twee gouden medailles veroverd. Vier jaar later in Oran werd er één titel gewonnen.

## Medaillespiegel
| Editie                    | Goud          | Zilver        | Brons         | Totaal        | Rang          |
| Languedoc-Roussillon 1993 | Geen deelname | Geen deelname | Geen deelname | Geen deelname | Geen deelname |
| Bari 1997                 | Geen deelname | Geen deelname | Geen deelname | Geen deelname | Geen deelname |
| Tunis 2001                | Geen deelname | Geen deelname | Geen deelname | Geen deelname | Geen deelname |
| Almería 2005              | Geen deelname | Geen deelname | Geen deelname | Geen deelname | Geen deelname |
| Pescara 2009              | Geen deelname | Geen deelname | Geen deelname | Geen deelname | Geen deelname |
| Mersin 2013               | 0             | 1             | 4             | 5             | 19            |
| Tarragona 2018            | 2             | 1             | 3             | 6             | 17            |
| Oran 2022                 | 1             | 0             | 2             | 3             | 21            |
| Totaal                    | 3             | 2             | 9             | 14            | 24            |

Albanië · Algerije · Andorra · Bosnië en Herzegovina · Cyprus · Egypte · Frankrijk · Griekenland · Italië · Joegoslavië · Jordanië · Kosovo · Kroatië · Libanon · Libië · Malta · Marokko · Monaco · Montenegro · Noord-Macedonië · Portugal · San Marino · Servië · Servië en Montenegro · Slovenië · Spanje · Syrië · Tunesië · Turkije · Verenigde Arabische Republiek